# نیر (کامیاران)
نیر (سنندج)، روستایی از توابع بخش سیروان شهرستان سنندج در استان کردستان ایران است.

## جمعیت
این روستا در دهستان گاورود قرار دارد و براساس سرشماری مرکز آمار ایران در سال ۱۳۸۵، جمعیت آن ۱٬۳۶۵ نفر (۳۲۶خانوار) بوده‌است.